# 巴陵胡氏
巴陵胡氏（パルンホし、파릉호씨）は、朝鮮の氏族の一つ。本貫は中華人民共和国湖南省岳陽市である。2015年の調査では、220人である。

## 淵源
巴陵という地名は元の巴陵郡を指す。今の中華人民共和国湖南省岳陽市に当たる。

## 歴史
始祖は、中国・宋の胡安国である。彼は哲宗、徽宗と仕え、福建省福州で官僚に務めていたが、退職し、1111年に宋で3年間官僚を務め、退職した息子胡諭と福州を離れ商船に乗って高麗に入国し、後に二人は高麗に帰化した。胡安国は晩年儒者として活動し、胡諭は風水の大家として名を馳せ、また地壓術にも優れて、睿宗の寵愛を受けた。
中国に残留した胡安国の直系子孫(15代子孫)のうち明で翰林学士・二部尚書を務めた胡士表の息子の胡克己は、明末期に翰林学士を務め、李氏朝鮮仁祖時代に答禮使として朝鮮に派遣された。ところが、その年明が清に滅ぼされたため帰国せずに朝鮮に帰化して巴陵胡氏を創始した。
中始祖胡克己息子は胡斗弼、孫胡秀彬である。胡秀彬の次男胡儀潔の子孫は、胡儀潔を始祖とする加平胡氏を創始した。

## 人物
日本統治時代から大韓民国政府の樹立初期の時代に大韓民国の独立運動家や政治家として活躍した崔用徳の妻、胡蓉菊（平壌出身）の実家が巴陵胡氏である。